# 饒敬承
饒敬承（？—？），字象賢，湖廣武昌府蒲圻縣人，明朝政治人物。

## 生平
鄉貢出身，曾任蒙城縣知縣、南部縣知縣。萬曆年間任賓州知州，擊滅當時為害地方的八寨瑤賊，並在當地興修水利，在州城南方的河流上築堰建閘以便灌溉，並疏浚水道以便利通航。接着在兵備副使郭榮的建議下，於沿河修閘六座，按時蓄水放水，使灌溉通航更便利。曾任平樂府同知，後致仕歸鄉。
子饒若蒙，任六合縣知縣。